# Krzysztof Minkowski

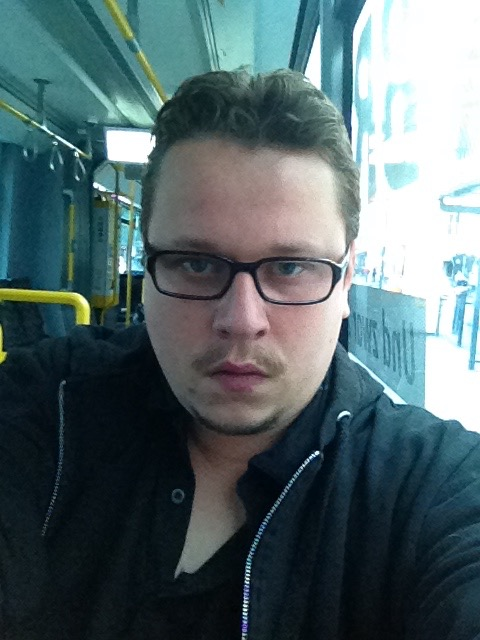
Krzysztof Minkowski

Krzysztof Minkowski (* 19. Mai 1980 in Stettin) ist ein polnischer Theaterregisseur.

## Leben
Minkowski studierte zunächst Betriebswirtschaftslehre in Frankfurt an der Oder, dann Theaterwissenschaft und Schauspiel in Berlin, anschließend Theaterregie an der Hochschule für Schauspielkunst „Ernst Busch“ Berlin. Seine Diplominszenierung Die Reiherkönigin. Ein Rap von Dorota Masłowska war am Maxim Gorki Theater Berlin sowie beim Kaltstart Festival in Hamburg zu sehen. Es folgten diverse Engagements als Regisseur in Deutschland, Polen, Dänemark und der Schweiz. So inszenierte er am Nordharzer Städtebundtheater Disco Pigs von Enda Walsh sowie am Teatr Norwida in Jelenia Góra die polnische Erstaufführung von we are camera. jasonmaterial von Fritz Kater in seiner eigenen Übersetzung, die 2008 zum Uraufführungsfestival in Bydgoszcz eingeladen wurde. Mit Anton Tschechows Drei Schwestern in Jelenia Gora gewann er den Theaterpreis für die beste Inszenierung der Saison und erhielt eine Einladung zum Warschauer Theatertreffen. 2010 inszenierte er die Ilias von Homer mit Flüchtlingen aus Bosnien und Herzegowina im Heimathafen Neukölln in Berlin. Krzysztof Minkowski arbeitet seit Jahren als Regisseur in Berliner Justizvollzugsanstalten. Am Luzerner Theater brachte er Invasion von Jonas Hassen Khemiri (Wiederaufnahme in der Spielzeit 2011/12) und Idioten, ein Schauspiel nach dem Film von Lars von Trier zu einer Schweizer Erstaufführung. Im Frühjahr 2013 war er artist in residence am Theater Momentum in Odense und inszenierte die Uraufführung des Romans Wer blinzelt, hat Angst vor dem Tod von Knud Romer, die in der dänischen Presse begeistert aufgenommen wurde. Dann folgten die Produktionen Hamlet von William Shakespeare am Teatr Ludowy Krakau, Pflicht oder Wahrheit von Stephan Lack, Hexenjagd von Arthur Miller und Ronja Räubertochter von Astrid Lindgren am Theater St. Gallen, Hamlet nach William Shakespeare am Nationaltheater Mannheim, Richard III von William Shakespeare am Theater Konstanz, die dänische Erstaufführung von Fräulein Smillas Gespür für Schnee von Peter Høeg am Teatret ved Sorte Hest und The Cocka Hola Company von Matias Faldbakken am Teater Sort/Hvid in Kopenhagen. Tartuffe von Molière,Pest von Albert Camus, Urfaust von Johann Wolfgang Goethe, und Pünktchen und Anton von Erich Kästner am Theater Magdeburg, Animal Farm von George Orwell und Hoffnung von Stijn Devillé am Saarländischen Staatstheater, Der Kirschgarten von Anton Tschechow und Die schmutzigen Hände von Jean-Paul Sartre am Volkstheater RostockWasted von Kae Tempest am Theater Halle, O dwóch takich, co ukradli księżyc (Die zwei Monddiebe) und Moja prywatna Apokalipsa / My private Appocalypse am Maxim Gorki Theater in Berlin. Im Jahr 2016 wurde er zum Internationalen Forum des Berliner Theatertreffens eingeladen. Neben seiner Regietätigkeit unterrichtet Krzysztof Minkowski an der Musik und Kunst Privatuniversität der Stadt Wien.

## Inszenierungen
- 2024 »Ihr wisst nicht, was Krieg ist« von Yewa Skalietska. Uraufführung am Jungen Theater Göttingen
- 2024 »Die schmutzigen Hände« von Jean-Paul Sartre. Inszenierung am Volkstheater Rostock
- 2023 »Wasted« von Kae Tempest. Inszenierung am Theater Halle
- 2023 »Schöne neue Welt« von Aldous Huxley. Inszenierung am Pfalztheater Kaiserslautern
- 2023 »Wutschweiger« von Jan Sobrie und Raven Ruëll. Inszenierung am Staatstheater Meiningen
- 2022 »Sparwasser« von Jörg Menke-Peizmeyer. Uraufführung am Theater Magdeburg
- 2022 »Der Kirschgarten« von Anton Tschechow. Inszenierung am Volkstheater Rostock
- 2021 »2084« nach George Orwell am Mungo Park. Inszenierung in Kopenhagen
- 2021 »Pünktchen und Anton« von Erich Kästner. Inszenierung am Theater Magdeburg
- 2021 »Urfaust« von Johann Wolfgang Goethe. Inszenierung am Theater Magdeburg
- 2021 »Planet der Hasen« von Tina Müller. Inszenierung am Theater Paderborn
- 2019 »Pest« von Albert Camus. Inszenierung am Theater Magdeburg.
- 2019 »Hoffnung« von Stijn Devillé. Deutsche Erstaufführung am Saarländischen Staatstheater.
- 2019 »Mefisto forever« Tom Lanoye. Diplominszenierung der Musik und Kunst Privatuniversität am Schauspielhaus Wien.
- 2019 »Kommune 19« Jugendprojekt am Deutschen Theater in Berlin.
- 2019 »Die bitteren Tränen der Petra von Kant« R.W. Fassbinder. Inszenierung am Theater Memmingen.
- 2018 »Moja prywatna Apokalipsa / My private Apocalypse«. Uraufführung am Maxim Gorki Theater in Berlin.
- 2018 »Dracula« von Ben Stoker. Inszenierung am Mecklenburgischen Staatstheater.
- 2018 »Animal Farm« von George Orwell. Inszenierung am Saarländischen Staatstheater.
- 2017 »The Cocka Hola Company« von Matias Faldbakken. Dänische Erstaufführung am Teater Sort/Hvid in Kopenhagen.
- 2017 »Anschlag« von Johannes Hoffmann. Uraufführung im Heimathafen Neukölln.
- 2016 »O dwóch takich, co ukradli księżyc (Die zwei Monddiebe)«. Uraufführung am Maxim Gorki Theater in Berlin.
- 2016 »Love is everywhere«. Workshop an der Musik und Kunst Privatuniversität der Stadt Wien.
- 2016 »Tartuffe« von Molière. Inszenierung am Theater Magdeburg.
- 2015 »Ronja Räubertochter« von Astrid Lindgren. Inszenierung am Theater St. Gallen.
- 2015 »Fräulein Smillas Gespür für Schnee« von Peter Høeg. Dänische Erstaufführung am Teatret ved Sorte Hest in Kopenhagen.
- 2015 »Hexenjagd« von Arthur Miller. Inszenierung am Theater St. Gallen.
- 2015 »Richard III« von William Shakespeare. Inszenierung am Theater Konstanz.
- 2014 »Mordbrenner« von Johannes Hoffmann. Diplominszenierung an der Musik und Kunst Privatuniversität der Stadt Wien.
- 2014 »Hamlet« nach William Shakespeare. Inszenierung am Nationaltheater Mannheim.
- 2014 »Pflicht oder Wahrheit« von Stephan Lack. Schweizer Erstaufführung am Theater St. Gallen.
- 2014 »Hamlet« von William Shakespeare. Inszenierung am Teatr Ludowy in Krakau.
- 2013 »Wer blinzelt hat Angst vor dem Tod« von Knud Romer. Uraufführung am Teater Momentum Odense
- 2012 »Dämonen« nach Fjodor Dostojewski. Inszenierung mit Gefangenen in der JVA Charlottenburg Berlin
- 2012 »Idioten« von Lars von Trier. Spielzeiteröffnungsinszenierung und Schweizer Erstaufführung am Luzerner Theater.
- 2012 »Andreas Richter«. Ein Experimentalfilm für unmarked_space Festival
- 2011 »Der Prozess« nach Franz Kafka. Inszenierung mit Gefangenen in der JVA Charlottenburg Berlin.
- 2011 »Invasion!« von Jonas Hassan Khemiri. Schweizer Erstaufführung am Luzerner Theater.
- 2011 »Sommernachtstraum (Pornoversion)« nach William Shakespeare im HAU 1 Berlin.
- 2010 »Kuckucksnest« nach Ken Kesey. Inszenierung mit dem Ensemble der JVA für Frauen in Berlin-Pankow.
- 2010 »Gott ist ein Pole«. Inszenierung mit der International Chicken Factory auf dem unmarked_space Festival.
- 2010 »ILIAS« nach Homer. Inszenierung mit Flüchtlingen aus Bosnien und Herzegowina im Heimathafen Neukölln.
- 2009 »Verbrechen und Strafe« nach Fjodor Dostojewski. Inszenierung mit dem Ensemble der JVA für Frauen in Berlin-Pankow
- 2009 »Gesänge aus 1001 deutschen Nacht« am Anhaltischen Theater Dessau.
- 2009 »Drei Schwestern« nach Anton Tschechow. Inszenierung am Teatr Jeleniogòrski (Polen).
- 2008 »we are camera. jasonmaterial« von Fritz Kater. Polnische Erstaufführung am Teatr Jeleniogòrski (Polen).
- 2008 »Die Reiherkönigin. Ein Rap« von Dorota Maslowska. Deutsche Erstaufführung am Maxim Gorki Theater in Berlin.
- 2007 »Discopigs« von Enda Walsh. Inszenierung am Nordharzer Städtebundtheater.
- 2007 »Warum der dänische Student keinen Wodka von Väterchen Stalin bekam« nach Daniel Charms und Konstanty Galczynski am BAT Studiotheater in Berlin

## Festivals und Preise
- Das Internationale Forum des Berliner Theatertreffens 2016
- DIVA Förderung für Artist-in-Residence in der Spielzeit 2012/2013 im Teater Momentum, Odense, Dänemark
- Nominierung für Hajo Tuschy, Bester Nachwuchsschauspieler, “Theater Heute” 2011 für die “Invasion!” am Luzerner Theater
- Stipendium des Berliner Senats 2010 für die Entwicklung der »Ilias«.
- Unmarked_Space Festival Lotseninsel: 2012 »Andreas Richter«, 2010 »Gott ist ein Pole«
- Kaltstart Festival Hamburg: 2011 »Sommernachtstraum (Pornoversion)«, 2010: »Ilias«, 2009: »Die Reiherkönigin«
- Warszawskie Spotkania Teatralne 2009 | Warschauer Theatertreffen für »Trzy Siostry / Drei Schwestern«
- Theaterpreis der Stadt Jelenia Góra 2009: »Beste Inszenierung« für »Trzy Siostry / Drei Schwestern«
- Festiwal Prapremier Bydgoszcz 2008 | Uraufführungsfestival für »we are camera. jasonmaterial«